# Miss Lee Knows
Miss Lee Knows (Hangul: 미쓰리는 알고있다; RR:Misseulineun algoissda, también conocida como She Knows Everything), es una serie de televisión surcoreana la cual fue transmitida del 8 de julio del 2020 hasta el 16 de julio del mismo año a través de la cadena MBC.

## Sinopsis
Cuando una serie de casos misteriosos tienen lugar en un complejo de departamentos que está a punto de ser reconstruido, la entrometida agente inmobiliaria Lee Goong-bok, quien trabaja con apartamentos de ahí se une al veterano pero arrogante detective In Ho-chul para descubrir la verdad.

## Reparto

### Personajes principales
| Actor          | Personaje     | N.º de episodios | Notas |
| -------------- | ------------- | ---------------- | --- |
| Kang Sung-yeon | Lee Goong-bok | 8                | Es una ruidosa y entrometida agente de bienes raíces que trabaja en un complejo de departamentos donde comienza a ocurrir una serie de casos. |
| Jo Han-sun     | In Ho-chul    | 8                | Es un engreído detective veterano que investiga los casos que ocurren en el complejo de departamentos.                                        |

### Personajes secundarios
| Actor                               | Personaje      | Episodios donde apareció | Notas                                       |
| ----------------------------------- | -------------- | ------------------------ | ------------------------------------------- |
| Park Shin-ah (박신아) Yoo Chae-yeon | Yang Soo-jin   | -                        |                                             |
| Kim Do-wan                          | Seo Tae-hwa    | -                        |                                             |
| Lee Ki-hyuk (이기혁)                | Lee Myeong-won | -                        |                                             |
| Jeon Soo-kyung                      | -              | -                        | Es la presidenta de la sociedad de mujeres. |
| Kim Ye-won                          | -              | -                        | Es la gerente de la sociedad de mujeres.    |
| Bae Yoon-kyung                      | Lee Hyun-ji    | -                        |                                             |
| Kim Kang-min (김강민)               | Jin Woo        | -                        |                                             |
| Kim Dae-gun                         | Kim Min-seok   | -                        |                                             |
| Shin Jung-yoon                      | Hwang          | -                        | Es un maestro.                              |
| Kim Gyu-seon                        | Han Yoo-ra     | -                        |                                             |
| Park Hye-jin                        | Nam Ki-soon    | -                        |                                             |
| Kim Geum-soon                       | Yoon Myung-hwa | -                        |                                             |
| Yang Jae-young (양재영)             | Koo Dae-sung   | -                        |                                             |
| Kim Na-yoon (김나윤)                | Miss Byun      | -                        | Es una reportera.                           |

### Otros personajes
| Actor                   | Personaje      | Episodios donde apareció | Notas                                        |
| ----------------------- | -------------- | ------------------------ | -------------------------------------------- |
| Woo Ji-won (우지원)     | Lee Myeong-won | -                        | Es el jefe de conserjes.                     |
| Moon Chang-gil (문창길) | Bong Man-rae   | -                        |                                              |
| Park Jung-eon           | -              | 8                        | Es una doctora de obstetricia y ginecología. |

## Episodios
La serie está conformada por 8 episodios, los cuales fueron emitidos todos los miércoles y jueves (KST).

### Raitings
Los números en color rojo indican las calificaciones más bajas, mientras que los números en azul indican las calificaciones más altas.

## Producción
La serie también es conocida como "Miss Lee Knew It All".
Fue dirigida por Lee Dong-hyun (이동현), quien contó con el apoyo del guionista Seo Young-hee.
La primera lectura del guion fue realizada el 6 de abril del 2020 en el MBC Broadcasting Station en Sangam, Corea del Sur.